# غورمحمد (مقاطعة دلفان)
غورمحمد (بالفارسية: گورمحمد) هي قرية تقع في قسم ميربغ الجنوبي الريفي (مقاطعة دلفان) في إيران. يقدر عدد سكانها بـ 150 نسمة .